# Pleopeltis pleolepis
Pleopeltis pleolepis là một loài thực vật có mạch trong họ Polypodiaceae. Loài này được (Maxon & Copel.) Lellinger miêu tả khoa học đầu tiên năm 1984.